# Онисиво, Карим
Кари́м Они́сиво (нем. Karim Onisiwo; родился 17 марта 1992 года, Вена, Австрия) — австрийский футболист, нападающий клуба «Ред Булл Зальцбург» и сборной Австрии.

## Клубная карьера
В 2016 году было объявлено о переходе нападающего из «Маттерсбурга» в «Майнц 05». Контракт рассчитан до 2019 года, сумма не разглашается.
В июле 2019 года Онисиво продлил контракт с «Майнцем» до 2022 года.

## Карьера в сборной
Свой дебютный матч за сборную Онисиво провел против Швейцарии, в котором вышел на замену во втором тайме.
| № | Дата            | Оппонент  | Счёт | Голы | Пасы | Карточки | Минуты | Соревнование             |
| - | --------------- | --------- | ---- | ---- | ---- | -------- | ------ | ------------------------ |
| 1 | 17 ноября 2015  | Швейцария | 1:2  | —    | —    | —        | 32'    | Товарищеский матч        |
| 2 | 15 ноября 2016  | Словакия  | 0:0  | —    | —    | —        | 84'    | Товарищеский матч        |
| 3 | 21 марта 2019   | Польша    | 0:1  | —    | —    | —        | 6'     | Отбор ЧЕ-2020 (группа G) |
| 4 | 24 марта 2019   | Израиль   | 2:4  | —    | —    | 89'      | 30'    | Отбор ЧЕ-2020 (группа G) |
| 5 | 13 октября 2019 | Словения  | 1:0  | —    | —    | —        | 7'     | Отбор ЧЕ-2020 (группа G) |

Итого: сыграно матчей: 5 / забито голов: 0; победы: 1, ничьи: 1, поражения: 3.